# Half Century Nunatak
Half Century Nunatak är en nunatak i Antarktis. Den ligger i Västantarktis. Nya Zeeland gör anspråk på området. Toppen på Half Century Nunatak är 2 513 meter över havet.
Terrängen runt Half Century Nunatak är kuperad åt sydost, men åt nordväst är den platt.  Trakten är obefolkad. Det finns inga samhällen i närheten.